# Федерация хоккея ЮАР
Южно-Африканская Ассоциация хоккея англ. South African Ice Hockey Association (SAIHA) — руководит хоккеем (на льду и Inline hockey) в ЮАР. Под её руководством выступает национальная сборная ЮАР на международных турнирах по хоккею с шайбой. Состоит в ИИХФ с 25 февраля 1937 года. Первая африканская страна, вошедшая в ИИХФ.
Президент — Shane Marsh
Всего игроков 312, из них мужчины 121, женщины 34, из них юниоров 157. Рефери — 11